# Gare de Muizon
Gare de Muizon vasútállomás Franciaországban, Muizon településen.

## Vasútvonalak
Az állomást az alábbi vasútvonalak érintik:
- Soissons-Givet-vasútvonal

## Kapcsolódó állomások
A vasútállomáshoz az alábbi állomások vannak a legközelebb:
- Gare de Reims
- Gare de Jonchery-sur-Vesle